# Продюсерська компанія
Продюсерська компанія (також виробнича компанія, студія виробництва, продюсерська студія, продюсерський центр тощо) — компанія, бізнес якої заснований на виробництві фізичних складових у галузях сценічного, інтерактивного та медіа-мистецтва, кінофільмів, телебачення і радіомовлення, графічних романів, комп'ютерних ігор, вебсайтів, а також іншої музикальної і відеопродукції.
На відміну від творчого колективу, продюсерські компанії (студії, групи, команди) складаються не лише з акторів, дизайнерів, режисерів тощо, але і з технічних працівників, які безпосередньо виробляють медійний продукт.